# Otto-Wilhelm Förster
Pour les articles homonymes, voir Foerster.
Otto-Wilhelm Förster (16 mars 1885 à Ilmenau — 24 juin 1966 à Walsrode) est un General der Pioniere allemand au sein de la Heer dans la Wehrmacht pendant la Seconde Guerre mondiale.
Il a été récipiendaire de la Croix de chevalier de la Croix de fer. Cette décoration est attribuée pour récompenser un acte d'une extrême bravoure sur le champ de bataille ou un commandement militaire avec succès.

## Biographie
Förster passe tout d'abord son baccalauréat et s'engage le 12 mars 1903 dans le bataillon du génie de la Garde de l'armée prussienne en tant que porte-drapeau. Après avoir été nommé enseigne le 18 octobre 1903, il est promu lieutenant le 18 août 1904. Förster est ensuite affecté à l'école combinée d'artillerie et du génie, puis, à partir du 1er octobre 1910 et pour un an, au 4e régiment de grenadiers de la Garde. D'octobre 1911 à juillet 1914, il étudie à l'académie de guerre où il est entre-temps promu lieutenant le 18 août 1912.
Otto-Wilhelm Förster se retire du service actif en janvier 1944. Il est fait prisonnier par l'Union soviétique et est libéré en 1955.

## Promotions
- Fährnich : 18 octobre 1903
- Leutnant : 18 août 1904
- Oberleutnant : 18 août 1912
- Hauptmann : 28 novembre 1914
- Major : 1er avril 1925
- Oberstleutnant : 1er avril 1929
- Oberst : 1er février 1932
- Generalmajor : 1er octobre 1934
- Generalleutnant : 1er janvier 1937
- General der Pioniere : 20 avril 1938

## Décorations
- Croix de fer (1914)
  - 2e Classe
  - 1re Classe
- Croix d'honneur
- Agrafe de la Croix de fer (1939)
  - 2e Classe
  - 1re Classe
- Médaille du Front de l'Est
- Croix hanséatique de Hamburg
- Croix de chevalier de la Croix de fer
  - Croix de chevalier le 28 août 1941 en tant que General der Pioniere et commandant du VI. Armeekorps[1]